# Felicísimo Coria
Felicísimo Coria (Palencia, 10 januari 1948) is een Spaans stripauteur en illustrator.

## Carrière
Coria verhuisde naar België en debuteerde als striptekenaar als assistent voor zijn schoonbroer William Vance. Zijn eerste eigen strip was de western Mongwy in 1971 op scenario van Lucien Meys, gepubliceerd in het tijdschrift Femmes d'aujourd'hui. Vanaf 1974 tekende hij strips voor het stripblad Kuifje. Tussen 1980 en 2012 was Coria de tekenaar van de strip Bob Morane als opvolger van William Vance. Daarnaast tekende hij ook de covers van de boeken rond dezelfde held, uitgegeven in het Frans bij Hachette en later Fleuve Noir. Later verhuisde Coria terug naar Spanje.
- Biblioteca Nacional de España: XX5317752
- Bibliothèque nationale de France: cb11897681q (data)
- Gemeinsame Normdatei: 136401643
- International Standard Name Identifier: 0000 0000 5509 5458
- Nederlandse Thesaurus van Auteursnamen: 072887907
- Système universitaire de documentation: 078049776
- Virtual International Authority File: 56607809